# Agnus Dei (Barber)

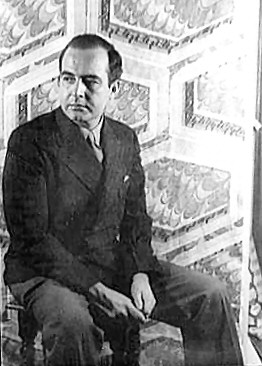
Samuel Barber, compositor de la obra Agnus Dei.

Agnus Dei (Cordero de Dios) es una composición coral en un movimiento por Samuel Barber, arreglo propio de su Adagio para Cuerdas (1936). En 1967, puso la letra en latín de la liturgia Agnus Dei, una parte de la misa, para coro mixto con órganos o acompañamiento de piano opcional. La música, en si bemol menor, tiene una duración de alrededor de ocho minutos.

## Historia
El Adagio para Cuerdas de Barber comenzó como el segundo movimiento de su Cuarteto de Cuerda, Op. 11, compuesta en 1936. A petición de Arturo Toscanini, hizo arreglos para orquesta de cuerdas, y en enero de 1938 envió la versión al director, que la estrenó en Nueva York con la NBC Symphony Orchestra. Al arreglarlo con las palabras del Agnus Dei, una parte de la misa, Barber modificó un poco la música. Como con el resto de arreglos del Adagio for Strings, fue publicado por G. Schirmer.

## Grabaciones
Los Corydon Singers grabaron la pieza 1986, junto con los Chichester Psalms de Bernstein y motetes de Aaron Copland. El New College Choir, Oxford, la grabó en 1996. En 2000, el coro del Ormond College la incluyó en un integral de la música coral de Barber. En 2003, concluía la colección The Best Of Barber, cantada por Robert Shaw Festival Singers. La cantante galesa de música contemporánea clásica Katherine Jenkins cantó una versión de esta pieza incluida en sus populares álbumes Sacred Arias y Music From the Movies.